# Кузьмін Валентин Петрович
Кузьмін Валентин Петрович (3.12.1893— 8.05.1973)— радянський, казахський селекціонер, академік АН Казахзської РСР (з 1962), та ВАСГНІЛ (з 1964).
Доктор сільськогосподарських наук (з 1962). Герой Соціалістичної Праці (1962) 

## Біографія
Народився у с. Антонівці, Самарська губернія. Навчався у Санкт-Петербурському (Ленінградському) сільськогосподарському інституті (1924—1926).
У 1923—1936 селекцію с.-г. культур вивчав під керівництвом акад. М.І. Вавілова, працюючи у Всесоюзному ін-ті прикладної ботаніки та нових культур. (З 1930 Всесоюзний інститут рослинництва — ВІР)., лаборант, потім асистент і вчений фахівець.
у 1936—1965 завідував відділом селекції Шортандинської сільськогосподарської дослідної станції (Казахської РСР; пізніше Всесоюзний науково — дослідний інститут зернового господарства).
З 1956 — завідувач відділом селекції Всесоюзного науково-дослідногоінституту зернового господарства.
З 1965 — науковий консультант цього інституту. 
Брав участь в експедиції з вивчення культурної флори Зовнішньої Монголії (1921-23);
Керував узагальненням результатів роботи держсортоділянків сівбу. частини нечорноземної зони СРСР (1925-30);
Розробляв питання районування видів сільськогосподарських культур та їхніх сортів, зокрема питання просування посівів пшениці на Північ, Нечорноземної зони СРСР. (1930—35);
Вивчав напрямок та методи селекції польових культур для посушливої зони (з 1935);
Автор багатьох високопродуктивних сортів польових культур:
- ярої пшениці твердої— Акмолінка 5;
- ярої пшениці м'якої— Акмолінка 1, Шортандинка, Цілиноградка, Снігуронька;
- озимого жита— Зима;
- гречки— Казахша;
- соняшнику— Шортандинський 41;
- картоплі (Богарний та Бульба),
- люцерни (Шортандннська) та
- рижика (Рижик ярий шортандинський) .

Зробив великий внесок у розвиток сільського господарства степових районів Казахстану та Сибіру. Ряд нових перспективних сортів пшениці, соняшника та льону олійного передано до сортовипробування.
У селекційній роботі керується екологічним принципом, заснованим на детальному вивченні агроекологічних умов та реакції рослин на ці умови. 

## Праці
Основні наукові роботи присвячені географії, екології, селекції, насінництву та сортознавству сільськогосподарських рослин.
Опубліковано приблизно 100 наукових праць вченого.
- Результаты селекции полевых культур в степной зоне Казахстана, «Труды н.-и. ин-та зернового хозяйства Каз. АН СССР», 1961, т. 1;
- Проблема скороспелости в селекции яровой пшеницы в Целинном крае, «Известия АН Каз. ССР, сер. биологич.», 1963, вып. 1;
- Селекция и семеноводство зерновых культур в Целинном крае Казахстана, М.— Целиноград, 1965.

## Нагороди
- Орден Леніна,
- 2 ордени Трудового Червоного Прапора,
- 2 медалі СРСР та 3 золотими медалями ВДНГ.
- За виведення високопродуктивних сортів с.-г. культур йому присуджено Державну премію СРСР (1952).
- Герой Соціалістичної Праці (1962).

Депутат Верх. Ради Казахської РСР 6-го скликання.